# کریستین ونزل
کریستین ونزل (انگلیسی: Christine Wenzel؛ زادهٔ ۱۰ ژوئیهٔ ۱۹۸۱) تیرانداز اهل آلمان است.
وی همچنین برندهٔ جوایزی همچون برگ بوی نقره‌ای شده است.